# Sensation (chanson)
Pour les articles homonymes, voir Sensation.
Pistes de Tommy
Smash the Mirror Miracle Cure
Sensation est une chanson du groupe britannique The Who, parue sur l'opéra-rock Tommy (1969).

## Caractéristiques
La chanson représente la prise de conscience soudaine de Tommy, personnage principal de l'album, libéré des entraves psychologiques qui l'avaient rendu sourd, muet et aveugle. Cette chanson représente ses sentiments et ses sensations devant cette nouvelle liberté. La chanson est essentiellement acoustique, avec plusieurs passages agrémentés par le cor d'harmonie de John Entwistle. La production, comme sur la plupart des chansons de l'album, donne une dimension éthérée et onirique à la musique. Pete Townshend est au chant principal.
À l'instar de nombreuses chansons de l'album, celle-ci a été composée avant que le projet de Tommy ne soit structuré. Elle était auparavant intitulée She's a Sensation et avait été écrite à propos d'une groupie avec une "présence spirituelle" que le groupe avait rencontrée durant la tournée australienne de février 1968. Cette chanson était rarement jouée dans la version en concert de l'opéra.